# Scoliodon laticaudus
Genre
Espèce
Synonymes
Carcharias laticaudus
Statut de conservation UICN

 NT  : Quasi menacé
Répartition géographique
Scoliodon laticaudus (nom vernaculaire : Requin épée) est une espèce de requins qui vit dans les eaux peu profondes (10 à 15 m) de l'océan Indien et d'Océanie.

## Description
Scoliodon laticaudus mesure jusqu'à 100 cm.

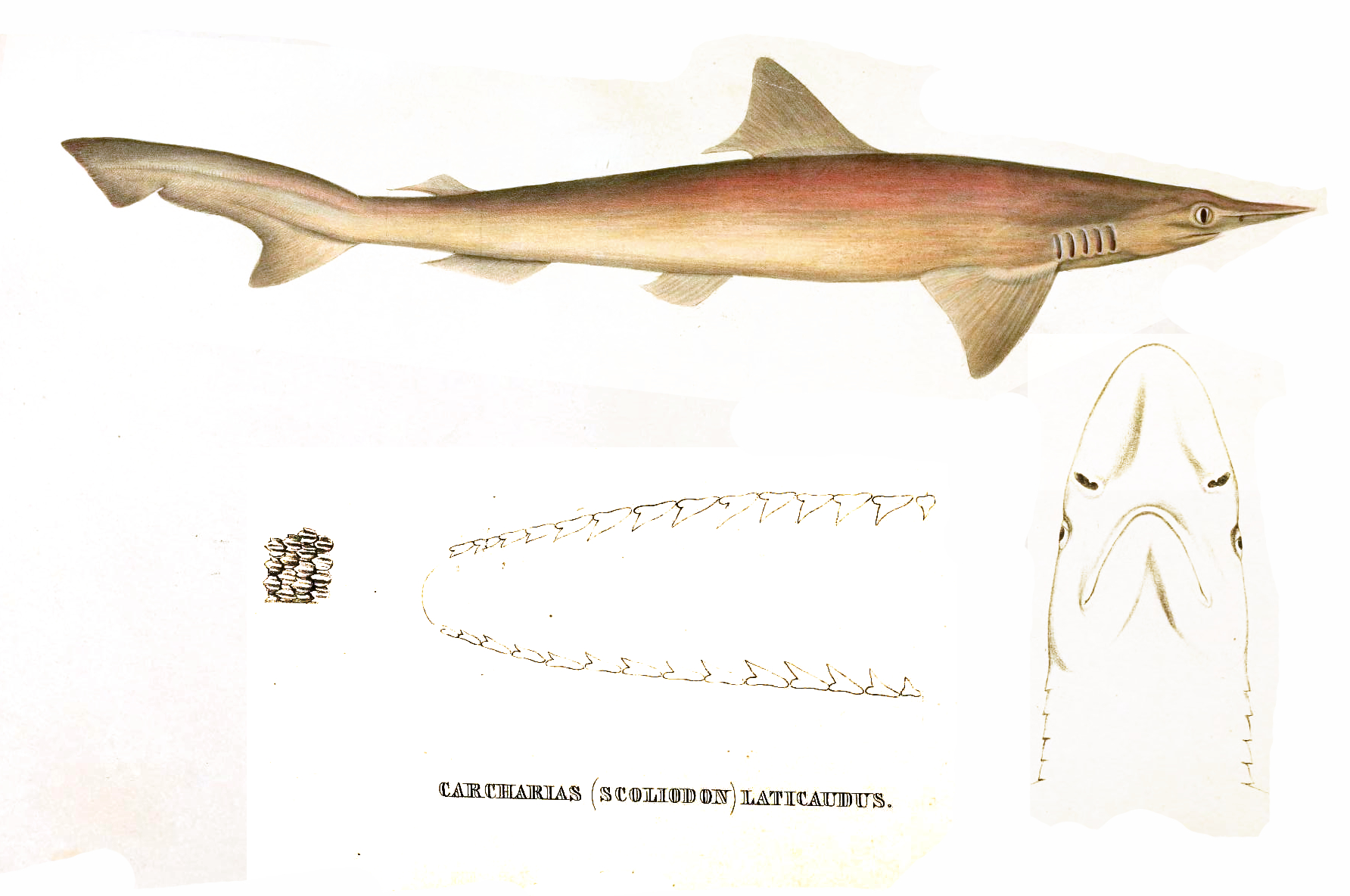
Scoliodon laticaudus

Caractéristiques : museau aigu, déprimé. Seconde dorsale réduite.
Taille : jusqu’à 80 cm.
Profondeur : benthique et côtier, il évolue en bancs de la surface jusqu’à 50 m.

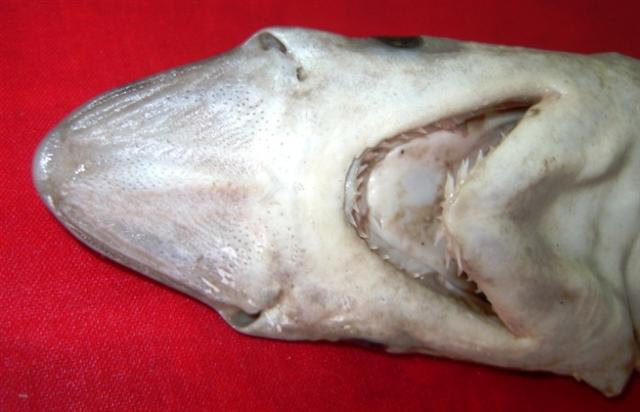
Tête d'un spécimen requin épée de 50 cm photographiée du dessous, Karachi, Pakistan

Alimentation : petits poissons osseux, seiches, crevettes.
Reproduction : vivipare.
Jeunes : 5 à 14 juvéniles mesurant 15 cm à la naissance.
Espérance de vie : 6 ans.
Maturité sexuelle : atteinte à 30 cm pour les deux sexes.
Danger : aucun.
Exploitation humaine : captures fréquentes à la ligne ou au filet.
Géographie : Eaux littorales de l’Indo-Pacifique, de la Tanzanie au Kenya, de l’Indonésie au Japon.